# Камината (Болцано)
Камината је насеље у Италији у округу Болцано, региону Трентино-Јужни Тирол.
Према процени из 2011. у насељу је живело 166 становника. Насеље се налази на надморској висини од 1436 м.